# 絞り染め

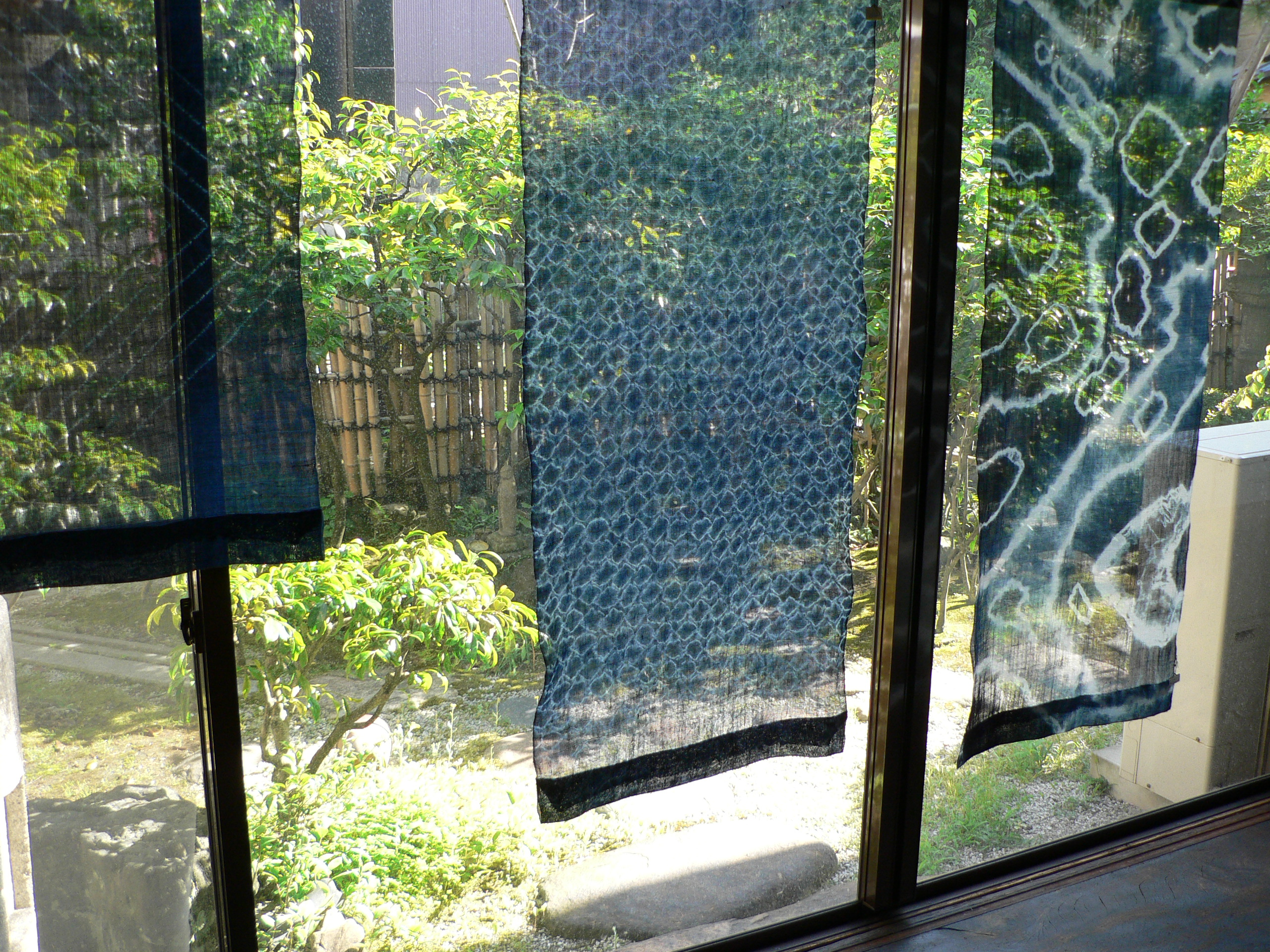

絞り染め（しぼりぞめ）は布の一部を縛るなどの方法で圧力をかけ染料が染み込まないようにすることで模様を作り出す模様染めの技法の一つ。絞りと略される。

## 概要
絞り染めでは布の一部に糸で縛る、縫い締める、折るなどして圧力をかけた状態で布を染めることで、圧力のかかった部分に染料が染み込まないようにし模様が作られる。布に圧力をかける作業は括り（くくり）と呼ばれ、括りの際に布に出来る立体的な皺を絞り染めの表現の一つとして評価する場合もある。
模様染めの技法としては絞りは非常に素朴なものであり、日本のみならず世界各地に自然発生的に生まれたと見られる絞り染めが存在している。古いものではインドのアジャンター石窟群の壁画に描かれている衣装に絞り染めによると見られる模様が見られ、現存する資料では中央アジアのアスターナ古墓群から出土した6世紀ごろの中国の絹の絞り染めや、中南米のインカ以前の時代の木綿絞りなど世界各地にその存在が確認できる。
現在世界で生産される絞りの中でも日本国内のものは特に技法の種類も多く、日本語以外の言語には絞り染め全体を表す言葉が存在していなかったことから国際的にも絞り染めは「shibori」と表記される。ただし、「Tie-dye」（タイダイ）の名前が絞り染め全体を指すために用いられる場合もあり、呼び方には混乱も見られる。

## 日本の絞り染め

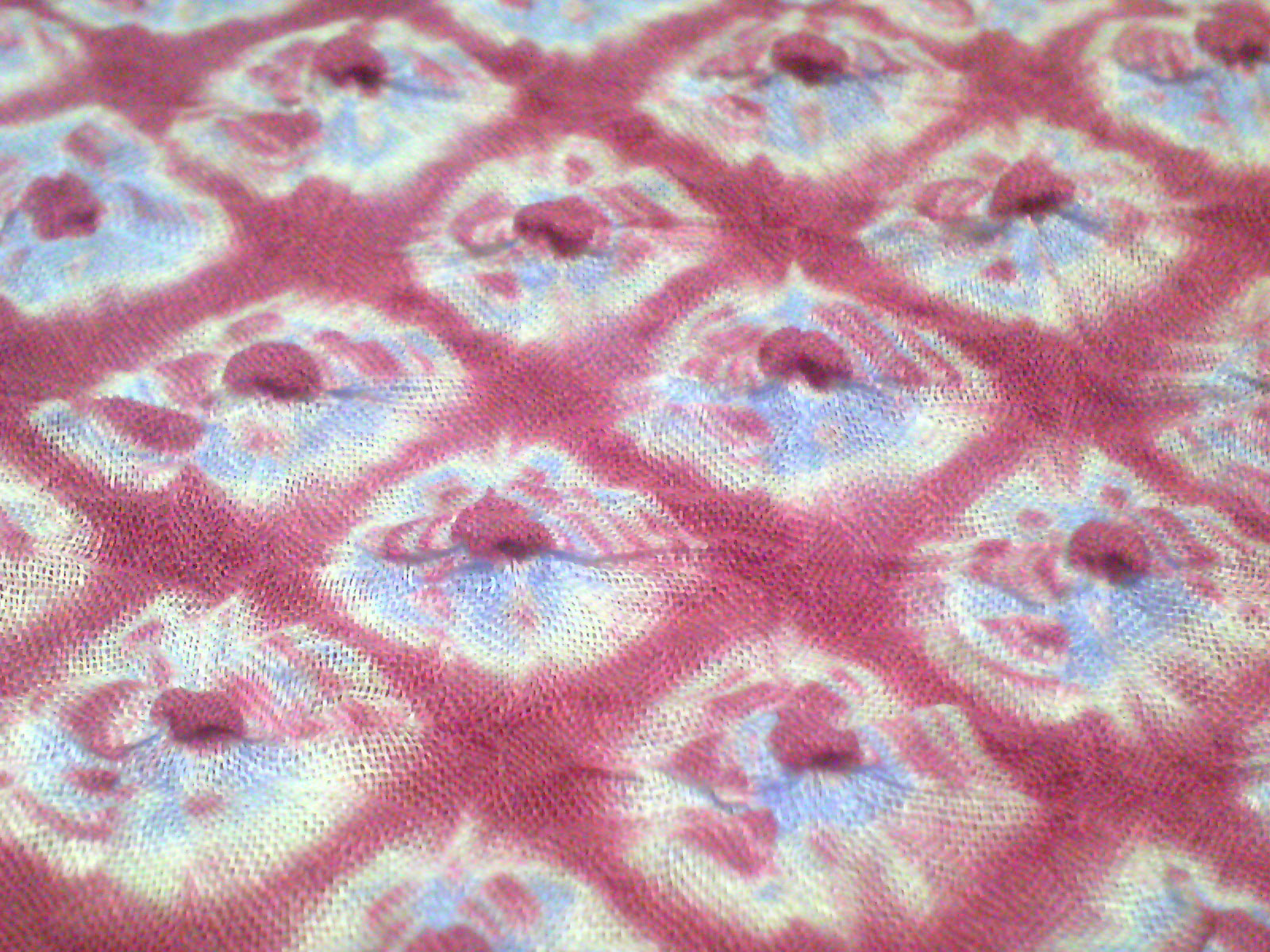
化学繊維を使い、洗っても括りによる皺が残るよう加工されたもの

日本においては古いものでは正倉院や法隆寺に伝わっている布に絞り染めの施されているものが見られる。奈良時代の文様を表す染色法に「三纈」（さんけち）と呼ばれる「纐纈」（こうけち）、「夾纈」（きょうけち）、「臈纈」（ろうけち）があり、現在の絞り染めはこの中の「纐纈」に当たる。ただし、奈良時代から中世までは絞り染めの置かれた位置は低く、上層階級の表立った意匠として用いられるものではなかった。
絞り染めが社会の表舞台に現れるのは室町時代から安土桃山時代にかけてのことで、この時代に絞り染めの技法を用いて絵画性を持った模様を施した「辻ヶ花」が社会の表舞台に登場した。しかし、辻ヶ花はあくまでも模様を染め分けるために絞り染めを用いるものであり、江戸時代に入り糊で防染する友禅の技法が出現すると、自由度・手間の両面で劣る辻ヶ花は急速に廃れ消滅することとなる。
江戸時代の絞り染めは、大まかに高級絞り「京鹿の子」と、庶民的な「地方絞り」に分類される。京鹿の子は京都で作られる絹に絞った精緻な「疋田鹿の子絞り」の総称で、布に凹凸を残すことで手仕事であることを表し付加価値を持たせている。地方絞りは木綿布を藍染めにする庶民的な絞り染めで、豊後（現在の大分県）の豊後絞りや尾張（現在の愛知県）の有松・鳴海絞り等がこれに当たる。特に有松・鳴海は尾張藩の保護を受けて発展し、江戸時代以降最大の生産地になっている。有松・鳴海は幕末に尾張藩の専売制が撤廃されると、各地に絞りの技術者を流出させることとなる。
江戸時代の後期から明治にかけては、日本各地に絞りの産地が起こった。しかし、これらの産地は第一次世界大戦後の不況や、第二次世界大戦中の物資の統制の影響を受け衰退し、現在では絞り染めの大きな産地は京と有松のみとなっている。いずれの産地も後継者難や安い海外製品との競争などの問題を抱えるが、一方で国外などへの販路の拡大や、新しい素材を使った絞り製品の開発などの振興のための取り組みも行われている。

また、二大産地以外でも小規模ながら現在でも岩手県の南部茜・紫根絞、福岡県の博多絞りや、衰退後地域の活動により復興した秋田県の浅舞絞、新潟県の白根絞り、大分県の豊後絞り、熊本県の高瀬絞など各地で絞り染めが行われている。

## 日本国外の生産地
絞り染めは世界各地に伝統的産地が存在し、日本以外では特にインド、アフリカ地域で伝統的絞り染めが発達している。インドではバンダナやサリーなどに絞り染めの模様が施される。その他インドネシア、中国、中央アジア、西アジアなどの地域にも絞り染めの技法が見られる。
また、伝統的絞り染め以外では朝鮮半島では大正時代以降日本の絞り染めの下請けとして生産の一部が委託されているほか、第二次大戦後は中国にも生産委託が行われ日本の技法を用いた絞り製品が生産されるようになっている。欧米についてはヨーロッパに伝統的絞り染めはあったものの、余り盛んではなかった。しかし、1970年代以降は、多数のタイダイアーティストが絞り染めの技法を用いた作品を手がけるようになり、タイダイ（tie-dye）の名前で多くの絞り製品が流通している。日本の絞り技法も紹介されて取り入れられている。

## 国際絞り会議
国際絞り会議（International Shibori Symposium、ISS）は1992年（平成4年）より開催されている絞り染めの国際会議。第一回の国際絞り会議は名古屋市で開かれ、その2年後に以降の国際会議の開催主体となるワールド絞りネットワーク（World Shibori Network、WSN）を名古屋市を本部に設立、数年前に世界各地で開かれるようになっている。
|       | 開催期間                      | 開催国                           | 開催地           | 会場                                                                                         |
| ----- | ----------------------------- | -------------------------------- | ---------------- | -------------------------------------------------------------------------------------------- |
| 第1回 | 1992年11月22日～23日          | 日本                             | 名古屋           | 名古屋国際会議場、有松・鳴海地区                                                             |
| 第2回 | 1996年12月31日～1997年1月4日  | インド                           | アフマダーバード | インド国立デザイン大学                                                                       |
| 第3回 | 1999年11月2日～6日            | チリ                             | サンチャゴ       | チリ国立美術館、チリプレコロンビア博物館、カトリック大学、ドウオク大学                       |
| 第4回 | 2002年10月21日～24日          | イギリス                         | ハロゲイト       | ニッティング・アンド・スティチング・ショー (International Knitting & Stitching Show)との共催 |
| 第5回 | 2004年3月19日～21日           | オーストラリア                   | メルボルン       | ロイヤルメルボルン工科大学                                                                   |
| 第6回 | 2005年5月14日～17日           | 日本                             | 東京             | 多摩美術大学、5月19日～22日に名古屋・有松ホスト会議を開催                                    |
| 第7回 | 2008年10月30日～11月10日      | フランス                         | パリ、リヨン     | ケブランリ美術館、リュミエール・リヨン第2大学                                                |
| 第8回 | 2011年12月28日～2012年1月2日  | 中華人民共和国（香港特別行政区） | 香港             | 香港理工大学                                                                                 |
| 第9回 | 2014年10月31日～2014年11月4日 | 中華人民共和国                   | 杭州             | 中国国立シルク博物館                                                                         |